# Disc d'Alderson

Una il·lustració esquemàtica d'un disc d'Alderson

Un disc d'Alderson (anomenat després de Dan Alderson, el seu creador) és una hipotètica megaestructura astronòmica artificial, com el Ringworld de Larry Niven i l'esfera de Dyson. El disc és un plat gegant amb un gruix de diversos milers de quilòmetres. El Sol descansa al forat del centre del disc. El perímetre exterior d'un disc d'Alderson seria aproximadament equivalent a l'òrbita de Mart o Júpiter. Segons la proposta, un disc prou gran tindria una massa més gran que el seu Sol.
El forat estaria envoltat per una paret de mil quilòmetres d'alçada per evitar que l'atmosfera derivés cap al Sol. La vora exterior es cuidaria per si mateixa.
Les tensions mecàniques dins del disc estarien molt més enllà del que pot suportar qualsevol material conegut, relegant així aquesta estructura a l'àmbit de l'enginyeria exploratòria fins que la ciència dels materials i de la construcció estigui prou avançada. La construcció d'una megaestructura d'aquesta magnitud requeriria una quantitat de material que supera amb escreix la quantitat de material que es troba al Sistema solar.
La vida podria existir a banda i banda del disc, encara que a prop del Sol la calor faria la vida impossible sense protecció. Per contra, més allunyats del Sol els éssers vius es congelarien. Per tant, perquè la totalitat d'aquesta estructura fos habitable, hauria d'incloure un gran nombre de sistemes de suport vital. Fins i tot sense aquests sistemes, la superfície habitable seria l'equivalent de desenes a centenars de milions de Terres.
Com que el Sol roman estacionari, no hi ha cicle dia/nit, només un crepuscle perpetu. Això es podria resoldre forçant el Sol a moure's cap amunt i cap avall dins del disc, il·luminant primer un costat i després l'altre.

## A la cultura popular
L'any 1974, l' escriptor de ciència-ficció Larry Niven va suggerir que un disc d'Alderson «seria un lloc meravellós per posar en escena una novel·la gòtica o d'espasa i bruixeria. Si l'ambient és correcte i hi ha autèntics monstres». Com que la zona habitable pels humans és «relativament estreta» (un 5% més a prop i més lluny que l'òrbita actual de la Terra proporcionaria 50 milions de vegades la superfície de la Terra), el disc (i el cost de la construcció) es podria compartir amb extraterrestres de planetes més calents i freds. Durant llargs períodes, les formes de vida evolucionarien per assentar-se a les regions escassament habitades intermèdies. «Si la civilització caigués, les coses es podrien tornar inquietants i interessants».
Un disc d'Alderson (la roda divina) va ser una característica destacada de l'Ultravers de Malibu Comics. La roda divina es va dividir entre dues societats, una que utilitzava tecnologia i una altra que utilitzava màgia (cadascuna ocupava el seu propi costat del disc). Larry Niven va dissenyar la roda divina i hi va escriure històries sobre certs esdeveniments.
Rak Mesba és un alienígena parcialment antic del disc d'Alderson a Orion's Arm, un projecte de construcció mundial de ciència-ficció en línia de diversos autors.
Un planeta en forma de disc semblant a un disc d'Alderson (encara que molt més petit) va servir com a món natal de l'ambientació fantàstica «Aysle» (o «cosm») del joc de rol Torg de West End Games . En contrast amb el disc d'Alderson, el «món del disc» d'Aysle funciona segons la física de fantasia, incloent un «pla de gravetat» que divideix el disc lateralment, de manera que els costats oposats «caiguin» cap al pla. El món dels discos d'Aysle tenia un Sol balancejant i múltiples capes interiors. Les dues cares del disc estaven habitades, així com les capes internes.
Missile Gap de Charles Stross, una còpia de tota la Terra (juntament amb còpies de molts altres planetes) es col·loca en un disc d'Alderson construït al voltant d'un forat negre per forces desconegudes.
La novel·la Empress of the Sun d'Ian McDonald presenta una versió d'univers paral·lel del nostre sistema solar on les criatures evolucionades a partir dels dinosaures han convertit tota la massa en un disc d'Alderson (amb un Sol balancejant).
A la novel·la de ciència-ficció de Terry Pratchett, Strata, el concepte d'un disc d'Alderson és plantejat pel protagonista, Kin Arad, com a explicació de la misteriosa «terra plana» que és el focus de la història.
A Gigastructural Engineering & More, una modificació popular del joc 4X Stellaris, el disc d'Alderson apareix com una megaestructura edificable habitable pel jugador.